# Mehmed Rouchdi Pacha
Mehmed Rouchdi Pacha, dit Muterdjim (« Le traducteur ») (en turc : Mütercim Mehmet Rüşdi Paşa) né en février 1811 à Ayancık et mort le 27 mars 1882 à Manisa, est un homme d'État ottoman. Il est grand vizir à cinq reprises, de 1859 à 1860, de 1866 à 1867, de 1872 à 1873, puis en 1876 et en 1878, sous les règnes des sultans Abdülmecid Ier, Abdülaziz, Murad V et Abdülhamid II.

## Biographie
Né à Ayancık en 1811, Mehmed Rouchdi est issu d'une famille pauvre, son père, Hasan Ağa, étant batelier. Lorsqu'il a trois ans sa famille déménage à Constantinople. Mehmed Rouchdi est enrôlé comme soldat dans la première armée régulière créée par Mahmoud II en 1826. Il apprit le français seul, et traduisit en turc un ouvrage français consacré à l'art militaire ; Mahmoud entend parler de ce soldat traducteur (Mütercim), et se le fait présenter pour le nommer chef de bataillon. Il devient colonel d'État-major lors de la bataille de Nézib en 1839, puis attaché de camp au serasker Mustafa Pacha chargé de la pacification du Liban. En 1847, il devient mushir de la Première armée, puis chef du Conseil des affaires militaires (Dâr-ı Şûrâ-yı Askerî) en juin 1848, sérasker en mai 1851 et à nouveau mushir de la Première armée en mai 1853. Membre de l'Assemblée des réformes (Meclis-i Tanzîmat) en octobre 1854, il est nommé pour la deuxième fois sérasker en juin 1856 jusqu'en novembre de la même année. Par la suite, il est à nouveau sérasker pour une courte période, mushir de Tophane, membre puis chef du Meclis-i Âlî. 
Le 24 décembre 1859, il succède à Kıbrıslı Mehmed Emin Pacha en tant que grand vizir. Démis de ses fonctions le 27 mai 1860, il est nommé à la tête du Meclis-i Hazâin, puis, en septembre 1861, pour la quatrième fois sérasker ; il le reste jusqu'en janvier 1863. Il redevient membre du Meclis-i Âli en  juillet 1865, puis il est nommé chef du Meclis-i Vâlâ le 30 avril 1866. Le 5 juin 1866, il est nommé grand vizir pour la deuxième fois ; le 11 février 1867, il démissionne et redevient sérasker pour la cinquième fois. Puis, il est à nouveau membre du Meclis-i Âli le 11 novembre 1870, avant d'être nommé ministre de la Justice (Adliye Nâzırı) le 25 septembre 1871. Il est grand vizir pour la troisième fois du 19 octobre 1872 au 15 février 1873. Le 12 mai 1876, il succède à Mahmoud Nedim Pacha et doit donner une impulsion réformatrice et limiter l'influence russe en nommant Midhat Pacha au ministère ; il le reste jusqu'au 19 décembre de la même année. Il fait partie du groupe qui éloigna Abdülaziz du trône. Il est grand vizir pour la dernière fois quelques jours à peine, du 28 mai au 4 juin 1878. Son dernier mandat coïncide avec la cession de Chypre au Royaume-Uni, à laquelle il était personnellement opposé. En février 1879, il s'installe dans une ferme à Manisa. Il y meurt en avril 1882, et est enterré dans le jardin de la mosquée Hatuniye.